# Bye Bye Bye
«Bye Bye Bye» —en español: «Adiós, Adiós, Adiós»— es una canción de la banda estadounidense NSYNC, incluida en su tercer álbum de estudio, No Strings Attached. Lanzada el 11 de enero de 2000 como el sencillo principal del álbum, la canción fue escrita y producida por Kristian Lundin y Jake Schulze, con contribuciones adicionales de Andreas Carlsson. La letra de la canción describe el fin de una relación romántica y también hace referencia a la separación del grupo con su mánager Lou Pearlman y su discográfica RCA Records.
«Bye Bye Bye» fue un éxito comercial, alcanzando el número cuatro en el Billboard Hot 100 de Estados Unidos y posicionándose entre los diez primeros en casi todos los países donde figuró en las listas. La canción recibió una nominación al Grammy en 2001 en la categoría de «Grabación del Año», pero perdió frente a «Beautiful Day» de U2.
La canción experimentó un resurgimiento en popularidad en 2024 tras su inclusión en la película Deadpool & Wolverine.Que también tuvo una coreografía.

## Antecedentes y desarrollo
«Bye Bye Bye» fue escrita y producida por Kristian Lundin y Jake Schulze, como parte de Cheiron Productions, con contribuciones adicionales de Andreas Carlsson. Lundin comentó que la canción fue «totalmente impulsada por la producción» y «creada desde el ritmo y el bajo hacia arriba». Carlsson escribió la letra de la canción mientras estaba en un examen de conducir en Estocolmo, Suecia. La canción estaba destinada a ser grabada por la banda inglesa 5ive, pero ellos la rechazaron porque querían convertirse en una banda de rap. Carlsson recordó que uno de los miembros de la banda llamó de inmediato a su seguridad y se dirigió al aeropuerto. El coro de la canción se escribió inicialmente como un rap, y 5ive temía competir contra Eminem. Además, la canción fue concebida como una respuesta a los éxitos de las bandas femeninas como «No Scrubs» de TLC y «Bills, Bills, Bills» y «Bug a Boo» de Destiny's Child, que se consideraban «despectivas hacia los hombres».
Antes de su lanzamiento oficial, NSYNC interpretó «Bye Bye Bye» en los Radio Music Awards el 28 de octubre de 1999, en el concierto benéfico LIFEbeat AIDS en Nueva York el 1 de diciembre de 1999, y en The Rosie O'Donnell Show en Nochebuena de 1999. La canción se lanzó el 17 de enero de 2000, aunque no estuvo disponible como sencillo comercial para aumentar la demanda del álbum de estudio No Strings Attached de NSYNC. Jive Records temía que «Bye Bye Bye» se hubiera lanzado demasiado pronto en relación con el álbum, por lo que consideraron lanzar un segundo sencillo para mantener el interés.

## Recepción de la crítica
«Bye Bye Bye» recibió críticas en su mayoría favorables de los expertos en música. Stephen Thomas Erlewine de AllMusic describió el tema como una «pieza de baile contundente con el estribillo más pegadizo que han cantado». Robert Christgau comentó que presentaba un «ritmo prefabricado en su forma más eficiente». En 2015, Jason Lipshutz de Billboard lo clasificó en el tercer lugar de la lista «Top 20 Essential Boy Band Songs», describiendo el tema como «un monstruo absoluto como sencillo principal». Además, en 2018, el personal de Billboard colocó «Bye Bye Bye» en el número 12 de «Las 100 Mejores Canciones de Boy Bands de Todos los Tiempos», afirmando que era uno de «los himnos de ruptura más decisivos en la historia del pop» y que contenía «un movimiento icónico de baile para igualar». El personal de Rolling Stone lo ubicó como la sexta mejor canción de boy band de todos los tiempos, escribiendo que «sigue siendo su tema definitorio, una explosión de cuatro minutos de grandes ganchos, armonías ajustadas y un subtexto intrigantemente meta». Sin embargo, otro editor de la misma revista lo incluyó en el puesto 17 de las canciones más molestas de todos los tiempos en 2007. En 2013, Kathy Iandoli de Complex lo clasificó como la mejor canción de boy band de todos los tiempos.

## Rendimiento comercial
«Bye Bye Bye» debutó en el Billboard Hot 100 en la posición 42 durante la semana del 29 de enero de 2000, alcanzando el top 10 en la semana del 4 de marzo. La canción permaneció en el top 10 hasta el 20 de mayo de 2000, durante 12 semanas. El sencillo alcanzó su punto máximo en la posición cuatro en abril de 2000, manteniéndose allí durante dos semanas consecutivas. En la lista Mainstream Top 40, la canción llegó al número uno el 4 de marzo de 2000 y se mantuvo en la cima durante diez semanas, convirtiéndose en una de las canciones con más semanas en el primer puesto de esa lista. La canción encabezó las listas en Australia y Nueva Zelanda, y alcanzó el puesto número tres en el Reino Unido. En la semana del 24 de marzo de 2014, la canción volvió a entrar en la lista de sencillos de Nueva Zelanda en la posición 14.

## Posicionamiento en listas
| Listas (2000)                              | Mejor posición |
| ------------------------------------------ | -------------- |
| Alemania (German Singles Chart)            | 4              |
| Australia (ARIA)                           | 1              |
| Austria (Ö3 Austria Top 40)                | 12             |
| Bélgica (Flandes) (Ultratop 50)            | 7              |
| Bélgica (Valonia) (Ultratop 50)            | 21             |
| Canadá (RPM Singles)                       | 1              |
| Escocia (Scottish Singles Sales Chart)     | 5              |
| España (Top 100 Canciones)                 | 7              |
| Estados Unidos (Billboard Hot 100)         | 4              |
| Estados Unidos (Billboard Hot 100 Airplay) | 1              |
| Estados Unidos (Adult Contemporary)        | 25             |
| Estados Unidos (Adult Top 40)              | 19             |
| Estados Unidos (Mainstream Top 40)         | 1              |
| Estados Unidos (Rhythmic Songs)            | 2              |
| Europa (European Hot 100 Singles)          | 5              |
| Finlandia (OFC)                            | 7              |
| Francia (SNEP)                             | 46             |
| Irlanda (IRMA)                             | 16             |
| Italia (FIMI)                              | 7              |
| Países Bajos (Dutch Top 40)                | 4              |
| Nueva Zelanda (Recorded Music NZ)          | 1              |
| Noruega (VG-lista)                         | 3              |
| Suecia (Sverigetopplistan)                 | 3              |
| Suiza (Schweizer Hitparade)                | 7              |

## Certificaciones
| País          | Organismo certificador | Certificación | Ventas certificadas | Ref.   |
| ------------- | ---------------------- | ------------- | ------------------- | ------ |
| Australia     | ARIA                   | Platino       | 70 000              | [ 43 ] |
| Canadá        | Music Canada           | 3× Platino    | 240 000             | [ 44 ] |
| Alemania      | BVMI                   | Oro           | 250 000             | [ 45 ] |
| Países Bajos  | NVPI                   | Oro           | 40 000              | [ 46 ] |
| Nueva Zelanda | RMNZ                   | 2× Platino    | 60 000              | [ 47 ] |
| Portugal      | AFP                    | Oro           | 5 000               | [ 48 ] |
| Reino Unido   | BPI                    | Platino       | 815 000             | [ 49 ] |
| Grecia        | IFPI Grecia            | Oro           | 1 000               | [ 50 ] |